# Thiratoscirtus patagonicus
Espèce
Thiratoscirtus patagonicus est une espèce d'araignées aranéomorphes de la famille des Salticidae.

## Distribution
Cette espèce se rencontre au Cameroun, au Congo-Kinshasa et en Ouganda.

## Description
Le mâle holotype mesure 9,5 mm.
La carapace du mâle décrit par Galiano en 1963 mesure 4,40 mm de long sur 3,24 mm et l'abdomen 3,79 mm de long.
La carapace de la femelle décrite par Wiśniewski et Wesołowska en 2024 mesure 3,0 mm de long sur 2,3 mm et l'abdomen 3,0 mm de long sur 2,0 mm.

## Systématique et taxinomie
Cette espèce a été décrite par Simon en 1886.

## Étymologie
Son nom d'espèce lui a été donné en référence au lieu supposé mais erroné de sa découverte, la Patagonie.

## Publication originale
- Simon, 1886 : « Arachnides recueillis en 1882-1883 dans la Patagonie méridionale, de Santa Cruz à Punta Arena, par M. E. Lebrun, attaché comme naturaliste à la Mission du passage de Vénus. » Bulletin de la Société zoologique de France, vol. 11, p. 558-577 (texte intégral).